# Uroš II av Serbien
Uroš II av Serbien, död 1161, var en serbisk monark. Han var regerande storfurste av Serbien mellan 1144 och 1161.